# Eendracht (Wildervank)
De Eendracht is een voormalig brugwaterschap in de provincie Groningen.
Het schap is opgericht om de Eendrachtsbrug over het Oosterdiep in Wildervank te onderhouden. In 1947 is de brug door een belanghebbend industrieel bedrijf verplaatst, waarna deze het onderhoud op zich nam. Feitelijk hield het waterschap daarmee op te bestaan – de eigenlijke brug bestond immers niet meer. Het duurde echter tot 1989 voordat Gedeputeerde Staten het reglement introkken.
Waterstaatkundig gezien ligt het gebied sinds 2000 binnen dat van het waterschap Hunze en Aa's.